# Dash 2
Dash 2 (acrônimo de Density and Scale Height 2) foi um satélite artificial da Força Aérea dos Estados Unidos lançado no dia 19 de julho de 1963 por um foguete Atlas-Agena B a partir da rampa LC-1-2 da Base da Força Aérea de Vandenberg.

## Características
O Dash 2 consistia em um esfera de 2,5 m de diâmetro e 1 kg de massa que foi usado para medir a densidade da atmosfera terrestre a altitudes de cerca de 3500 km. A órbita do satélite, inicialmente quase circular e com apogeu de 3752 km e perigeu de 3662 km, foi tornando-se cada vez mais elíptica sob a ação da pressão da radiação solar. O Dash 2 reentrou na atmosfera em 12 de abril de 1971.